# 도린 레체안

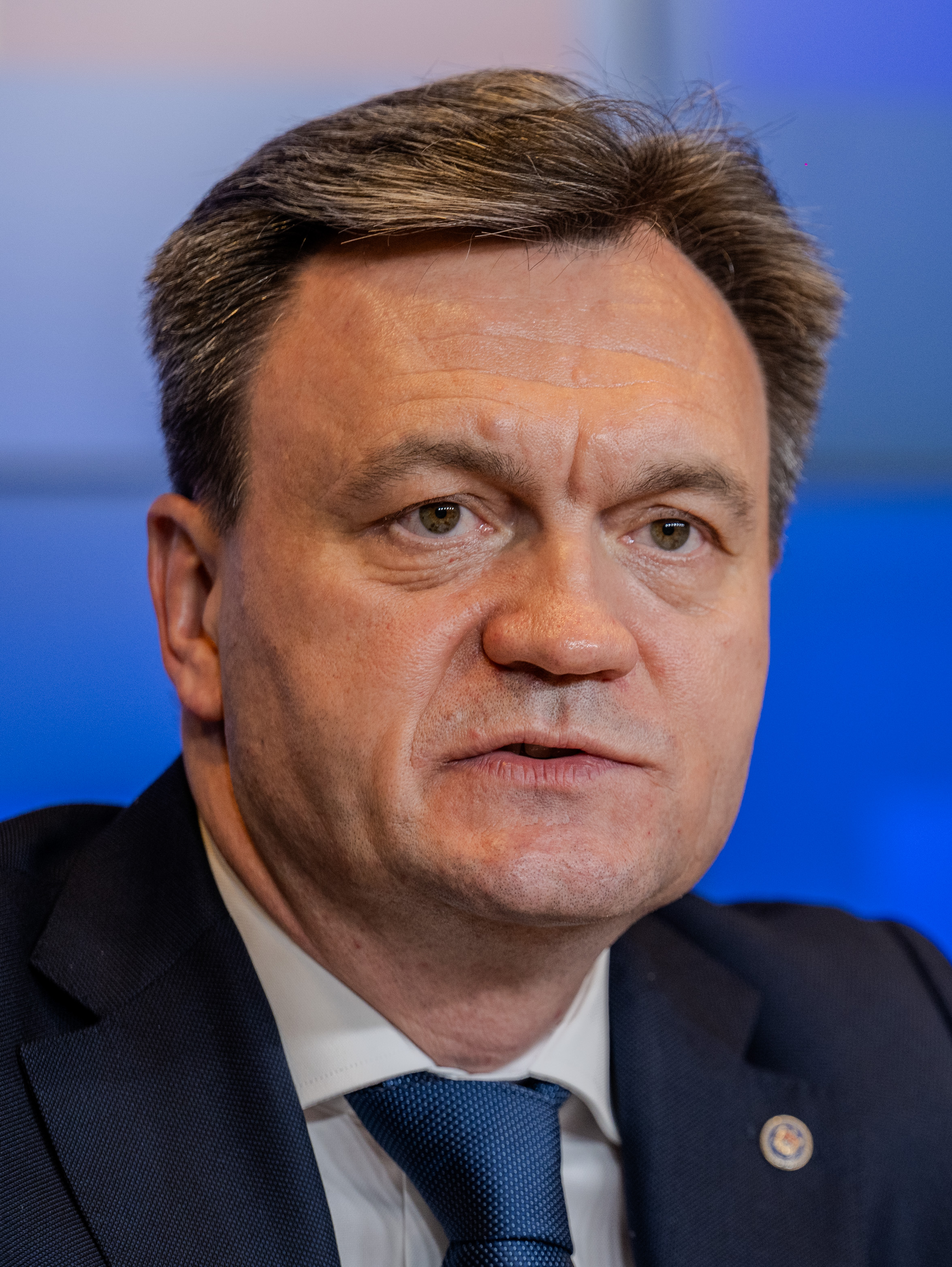
2024년 모습

도린 레체안(루마니아어: Dorin Recean, 1974년 3월 17일~)은 몰도바의 경제학자이자 정치인으로, 2023년 2월부터 몰도바의 총리로 재직하고 있다. 2022년부터 국방 및 국가 안보에 관한 대통령 고문, 몰도바 최고 안전보장회의 장관을 역임했다. 이전에 2012년 7월부터 2015년 2월까지 몰도바 내무부 장관을 역임했다. 빅 데이터를 포함한 데이터, 정보 분석에 특화되어 민간 부문과 IT 업계에서 폭넓은 경험을 갖고 있다. 그는 또한 개발 기관에서 일했으며 이전에는 여러 대학에서 강사로 일했다.
친서방주의자이자 몰도바의 유럽 연합 가입을 강력하게 지지하는 사람으로 간주된다. 러시아의 우크라이나 침공을 반대하고 비판했으며 러시아에 대한 몰도바의 경제적 의존도를 줄이기 위한 후속 조치를 지지했으며 분쟁 중인 우크라이나에 대한 동정과 지지를 표명했다. 그는 몰도바와 NATO 간의 군사 협력 강화를 주장해 왔다.